# Nikola Peković
Nikola Peković (in serbo Никола Пековић?; Bijelo Polje, 3 gennaio 1986) è un ex cestista e dirigente sportivo montenegrino.

## Carriera

### Cestista
Cresce nel KK Junior di Podgorica. Nel 2003 passa all'Atlas di Belgrado dove rimane fino al 2005, anno in cui si trasferisce al Partizan. Con la squadra serba vince tre volte la Košarkaška liga Srbije (2006, 2007, 2008), due volte la Lega Adriatica (2007, 2008) e una volta la Coppa di Serbia (2008). Nel 2008 viene anche eletto MVP delle final four di Lega Adriatica. Nell'estate del 2008 passa al Panathinaikos firmando un contratto di 3 anni a 4,5 milioni di €; con una media di 13 punti e 3,8 rimbalzi in poco più di 18 minuti a partita aiuta la squadra greca a vincere l'Eurolega 2008-09. Durante il Draft NBA 2008 viene selezionato con la 31ª scelta dai Minnesota Timberwolves; secondo molti esperti avrebbe meritato di entrare tra le prime 10 scelte ma, a causa della sua situazione contrattuale con il suo club in Europa, molte squadre hanno preferito altri giocatori. Viene scelto al secondo turno perché, mentre i giocatori scelti al primo turno hanno un contratto obbligato, i giocatori scelti al secondo turno non hanno questi vincoli contrattuali, quindi ha potuto ricevere uno stipendio superiore. A causa del livello dello stipendio che percepiva già in Europa non avrebbe infatti potuto essere scelto al primo giro perché avrebbe avuto uno stipendio troppo alto. Il 30 giugno 2010 firma con i Timberwolves un contratto di 3 anni a 13 milioni. Il 16 agosto 2011, durante il Lockout NBA firma con il Partizan fino alla fine del Lockout stesso. 
Con la Nazionale di Serbia e Montenegro under-20 ha partecipato nel 2005 e nel 2006 al FIBA EuroBasket Under 20; durante la prima edizione ha vinto la medaglia di bronzo mentre durante la seconda edizione, tenutasi a Smirne, è riuscito a vincere l'oro.
In carriera Peković è stato un membro della Nazionale montenegrina dal 2006 al 2011 disputando gli europei 2011 con la Nazionale maggiore, dopo aver giocato due manifestazione con le selezioni giovanili della Serbia e Montenegro.

### Dirigente
L'8 settembre 2015 è stato nominato nuovo presidente del Partizan, carica che ha mantenuto fino al 14 giugno 2017.
Il 26 aprile 2020 diventa il presidente della Federazione cestistica del Montenegro.

## Statistiche

### NBA

#### Regular Season
| Anno      | Squadra            | PG  | PT  | MP   | TC%  | 3P% | TL%  | RP  | AP  | PRP | SP  | PP   |
| --------- | ------------------ | --- | --- | ---- | ---- | --- | ---- | --- | --- | --- | --- | ---- |
| 2010-2011 | Minnesota T'wolves | 65  | 11  | 13,6 | 51,7 | -   | 76,3 | 3,0 | 0,4 | 0,3 | 0,5 | 5,5  |
| 2011-2012 | Minnesota T'wolves | 47  | 35  | 26,9 | 56,4 | -   | 74,3 | 7,4 | 0,7 | 0,6 | 0,7 | 13,9 |
| 2012-2013 | Minnesota T'wolves | 62  | 62  | 31,6 | 52,0 | -   | 74,4 | 8,8 | 0,9 | 0,7 | 0,8 | 16,3 |
| 2013-2014 | Minnesota T'wolves | 54  | 54  | 30,8 | 54,1 | -   | 74,7 | 8,7 | 0,9 | 0,6 | 0,4 | 17,5 |
| 2014-2015 | Minnesota T'wolves | 31  | 29  | 26,3 | 42,4 | -   | 83,7 | 7,5 | 0,9 | 0,6 | 0,4 | 12,5 |
| 2015-2016 | Minnesota T'wolves | 12  | 3   | 13,0 | 38,0 | -   | 80,0 | 1,8 | 0,9 | 0,1 | 0,0 | 4,5  |
| Carriera  | Carriera           | 271 | 194 | 24,9 | 51,8 | -   | 76,0 | 6,7 | 0,7 | 0,5 | 0,6 | 12,6 |

### Eurolega
| Anno       | Squadra       | PG | PT | MP   | TC%  | 3P% | TL%  | RP  | AP  | PRP | SP  | PP   |
| ---------- | ------------- | -- | -- | ---- | ---- | --- | ---- | --- | --- | --- | --- | ---- |
| 2005-2006  | Partizan      | 14 | 2  | 18,0 | 57,4 | -   | 67,7 | 3,6 | 0,3 | 0,5 | 0,4 | 7,1  |
| 2006-2007  | Partizan      | 20 | 3  | 13,8 | 58,3 | 0,0 | 71,4 | 2,6 | 0,2 | 0,6 | 0,3 | 4,8  |
| 2007-2008  | Partizan      | 23 | 14 | 26,9 | 58,4 | -   | 77,3 | 6,9 | 0,8 | 0,7 | 0,6 | 16,4 |
| 2008-2009† | Panathīnaïkos | 21 | 9  | 18,2 | 63,4 | -   | 77,5 | 3,8 | 0,3 | 0,3 | 0,7 | 13,0 |
| 2009-2010  | Panathīnaïkos | 13 | 10 | 22,0 | 60,7 | -   | 72,7 | 3,5 | 0,5 | 0,6 | 0,4 | 14,8 |
| 2011-2012  | Partizan      | 7  | 7  | 27,4 | 54,9 | -   | 81,1 | 4,6 | 0,7 | 0,3 | 0,3 | 15,4 |
| Carriera   | Carriera      | 98 | 45 | 20,5 | 59,3 | 0,0 | 75,7 | 4,3 | 0,5 | 0,5 | 0,5 | 11,7 |

## Palmarès

### Squadra
- YUBA liga: 1

Partizan Belgrado: 2005-06
- Campionato serbo: 2

Partizan Belgrado: 2006-07, 2007-08
- Campionato greco: 2

Panathinaikos: 2008-09, 2009-10
- Coppa di Serbia: 1

Partizan Belgrado: 2008
- Coppa di Grecia: 1

Panathinaikos:	2008-09
- Eurolega: 1

Panathinaikos: 2008-09
- Lega Adriatica: 2

Partizan Belgrado: 2006-07, 2007-08

### Individuale
- All-Euroleague First Team: 1

Panathinaikos: 2008-09
- All-Euroleague Second Team: 1

Partizan Belgrado: 2007-08
- MVP finals Lega Adriatica: 1

Partizan Belgrado: 2007-08
- Košarkaška liga Srbije MVP playoffs: 1

Partizan Belgrado: 2007-08